# La Catalana de Lletres
La Catalana de Lletres va ser un premi literari per a obres en llengua catalana, convocat per Catalunya Cultura i promogut per Catalunya Ràdio i les Cossetània Edicions entre el 2003 i el 2006.
Podien optar al premi poemes escrits en llengua catalana, d'autors vius i sense cap limitació d'estil. Els autors podien presentar un màxim de cinc obres. El concurs va tenir aquest procediment: Cada setmana La Catalana de Lletres va emetre cinc poemes escollits que van ser seleccionats per ordre de recepció. Un convidat relacionat amb el món de les lletres va decidir quins dels poemes seleccionats al llarg de la setmana entraven a la fase final del concurs. El jurat d'aquesta fase final va ser format per personalitats de les lletres catalanes. Els poemes s'emetien dins l'espai Catalunya Cultura Literatura.
El premi consistia en l'edició d'un llibre que incloïa tots els poemes que haguessin entrat en la fase final i una selecció dels millors poemes de les presentacions radiofòniques. Aquests llibres van ser publicats per les Edicions Cossetània. A més, el jurat es reservava el dret de recomanar l'edició d'un llibre de poemes de l'autor guanyador.
La Catalana de Lletres presentava autors dels Països Catalans, com per exemple Òscar Palazón Ferré, Teresa Serramià i Samsó, Joan Albert de la Peña Guasch i Irene Tarrés Canimas, però també autors que vivien en altres països, com per exemple l'austríac Klaus Ebner o Maridès Soler d'Alemanya.